# Anne Qi Hui
Anne Qi Hui (ur. 3 października 1980) – singapurska lekkoatletka specjalizująca się w biegach długodystansowych.

## Osiągnięcia
| Rok  | Impreza                           | Miejsce | Konkurencja | Lokata      | Wynik   |
| ---- | --------------------------------- | ------- | ----------- | ----------- | ------- |
| 2012 | Mistrzostwa świata w półmaratonie | Kawarna | półmaraton  | 54. miejsce | 1:23:16 |

## Rekordy życiowe
- Półmaraton – 1:23:16 (2012) rekord Singapuru